# Memorial Van Damme 2021
Das 45. Memorial Van Damme war ein Leichtathletik-Meeting, welches am 3. September 2021 im König-Baudouin-Stadion in der belgischen Hauptstadt Brüssel stattfand und Teil der Diamond League war. Die Diskusbewerbe für Damen und Herren wurden bereits am 1. September durchgeführt.

## Ergebnisse

### Männer

#### 100 m
| Platz | Athlet             | Land | Zeit (s) |
| ----- | ------------------ | ---- | -------- |
| 1     | Fred Kerley        | USA  | 09,94    |
| 2     | Trayvon Bromell    | USA  | 09,97    |
| 3     | Michael Norman     | USA  | 09,98 SB |
| 4     | Ferdinand Omanyala | KEN  | 10,02    |
| 5     | Rohan Browning     | AUS  | 10,14    |
| 6     | Akani Simbine      | RSA  | 10,18    |
| 7     | Mouhamadou Fall    | FRA  | 10,19    |
| 8     | Arthur Cissé       | CIV  | 10,34    |

Wind: +0,1 m/s

#### 400 m
| Platz | Athlet              | Land | Zeit (s)    |
| ----- | ------------------- | ---- | ----------- |
| 1     | Michael Cherry      | USA  | 44,03 MR PB |
| 2     | Kirani James        | GRN  | 44,51       |
| 3     | Isaac Makwala       | BOT  | 44,83       |
| 4     | Liemarvin Bonevacia | NED  | 45,00       |
| 5     | Deon Lendore        | TTO  | 45,06       |
| 6     | Alexander Doom      | BEL  | 45,84       |
| 7     | Christopher Taylor  | JAM  | 45,88       |
| 8     | Jonathan Sacoor     | BEL  | 46,66       |

#### 1500 m
| Platz                     | Athlet                    | Land | Zeit (min) |
| ------------------------- | ------------------------- | ---- | ---------- |
| 1                         | Stewart McSweyn           | AUS  | 3:33,20    |
| 2                         | Oliver Hoare              | AUS  | 3:33,79    |
| 3                         | Michał Rozmys             | POL  | 3:33,96    |
| 4                         | Abel Kipsang              | KEN  | 3:34,08    |
| 5                         | Charles Cheboi Simotwo    | KEN  | 3:34,37    |
| 6                         | Simon Denissel            | FRA  | 3:34,43 PB |
| 7                         | Mohamed Katir             | ESP  | 3:34,50    |
| 8                         | Charles Grethen           | LUX  | 3:34,59    |
| 9                         | Adel Mechaal              | ESP  | 3:35,37    |
| 10                        | Samuel Tefera             | ETH  | 3:36,20    |
| 11                        | Ismael Debjani            | BEL  | 3:43,08    |
| 12                        | Jochem Vermeulen          | BEL  | 3:53,36    |
|                           | Boaz Kiprugut (Pacemaker) | KEN  | DNF        |
| Erik Sowinski (Pacemaker) | USA                       | DNF  |            |

#### 400 m Hürden
| Platz | Athlet            | Land | Zeit (s) |
| ----- | ----------------- | ---- | -------- |
| 1     | Alison dos Santos | BRA  | 48,23    |
| 2     | Kyron McMaster    | IVB  | 48,31    |
| 3     | Yasmani Copello   | TUR  | 48,45    |
| 4     | Jaheel Hyde       | JAM  | 48,91    |
| 5     | Rasmus Mägi       | EST  | 49,13    |
| 6     | Ramsey Angela     | NED  | 49,53    |
| 7     | Chris McAlister   | GBR  | 50,09    |
| 8     | Constantin Preis  | BEL  | 50,12    |

#### Stabhochsprung
| Platz | Athlet               | Land | Höhe (m) |
| ----- | -------------------- | ---- | -------- |
| 1     | Armand Duplantis     | SWE  | 6,05 MR  |
| 2     | Christopher Nilsen   | USA  | 5,85     |
| 3     | KC Lightfoot         | USA  | 5,85 =PB |
| 4     | Ben Broeders         | BEL  | 5,75     |
| 4     | Timur Morgunow       | ANA  | 5,75     |
| 6     | Rutger Koppelaar     | NED  | 5,65     |
| 7     | Piotr Lisek          | POL  | 5,65     |
| 8     | Menno Vloon          | NED  | 5,65     |
| 9     | Bo Kanda Lita Baehre | GER  | 5,65     |
| 10    | Ernest Obiena        | PHI  | 5,65     |
| 11    | Valentin Lavillenie  | FRA  | 5,50     |
| 12    | Harry Coppell        | GBR  | 5,50     |

#### Weitsprung
| Platz | Athlet            | Land | Weite (m) |
| ----- | ----------------- | ---- | --------- |
| 1     | Steffin McCarter  | USA  | 7,99      |
| 2     | Ruswahl Samaai    | RSA  | 7,95      |
| 3     | Filippo Randazzo  | ITA  | 7,89      |
| 4     | Benjamin Gföhler  | SUI  | 7,77      |
| 5     | Artjom Primak     | ANA  | 7,71      |
| 6     | Erwan Konaté      | FRA  | 7,68      |
| 7     | Eusebio Cáceres   | ESP  | 7,55      |
| 8     | Fabian Heinle     | GER  | 7,42      |
| 10    | Jente Hauttekeete | BEL  | 7,18      |

#### Diskuswurf
| Platz | Athletin         | Land | Weite (m) |
| ----- | ---------------- | ---- | --------- |
| 1     | Daniel Ståhl     | SWE  | 69,31     |
| 2     | Fedrick Dacres   | JAM  | 65,17     |
| 3     | Kristjan Čeh     | SVN  | 65,68     |
| 4     | Andrius Gudžius  | LTU  | 64,14     |
| 5     | Daniel Jasinski  | GER  | 63,84     |
| 6     | Simon Pettersson | SWE  | 63,57     |
| 7     | Philip Milanov   | BEL  | 63,01     |
| 8     | Mauricio Ortega  | COL  | 62,76     |
| 9     | Chad Wright      | JAM  | 59,64     |

### Frauen

#### 200 m
| Platz | Athletin             | Land | Zeit (s) |
| ----- | -------------------- | ---- | -------- |
| 1     | Christine Mboma      | NAM  | 21,84    |
| 2     | Shericka Jackson     | JAM  | 21,95    |
| 3     | Dina Asher-Smith     | GBR  | 22,04 SB |
| 4     | Sha’Carri Richardson | USA  | 22,45    |
| 5     | Beatrice Masilingi   | NAM  | 22,50    |
| 6     | Imke Vervaet         | BEL  | 23,28    |
| 7     | Lilly Kaden          | GER  | 23,40    |
| 8     | Rani Rosius          | BEL  | 23,79    |

Wind: +0,4 m/s

#### 800 m
| Platz | Athletin                    | Land | Zeit (min) |
| ----- | --------------------------- | ---- | ---------- |
| 1     | Natoya Goule                | JAM  | 1:58,09    |
| 2     | Keely Hodgkinson            | GBR  | 1:58,16    |
| 3     | Jemma Reekie                | GBR  | 1:58,77    |
| 4     | Habitam Alemu               | ETH  | 1:59,01    |
| 5     | Kate Grace                  | USA  | 1:59,22    |
| 6     | Lovisa Lindh                | SWE  | 1:59,49 SB |
| 7     | Halimah Nakaayi             | UGA  | 1:59,55    |
| 8     | Mary Moraa                  | KEN  | 1:59,79    |
|       | Noélie Yarigo (Pacemakerin) | BEN  | DNF        |

#### Meile
| Platz                               | Athletin                    | Land | Zeit (min)    |
| ----------------------------------- | --------------------------- | ---- | ------------- |
| 1                                   | Sifan Hassan                | NED  | 4:14,74 WL MR |
| 2                                   | Axumawit Embaye             | ETH  | 4:21,08 SB    |
| 3                                   | Linden Hall                 | AUS  | 4:21,38 AR    |
| 4                                   | Marta Pérez                 | ESP  | 4:21,58 PB    |
| 5                                   | Elise Cranny                | USA  | 4:21,90 PB    |
| 6                                   | Josette Norris              | USA  | 4:22,71 PB    |
| 7                                   | Esther Guerrero             | ESP  | 4:22,81 PB    |
| 8                                   | Winnie Nanyondo             | UGA  | 4:23,09 SB    |
| 9                                   | Kristiina Mäki              | CZE  | 4:23,38 SB    |
| 10                                  | Edinah Jebitok              | KEN  | 4:25,11 SB    |
| 11                                  | Mebriht Mekonen             | ETH  | 4:28,39 SB    |
| 12                                  | Elise Vanderelst            | BEL  | 4:32,44 SB    |
|                                     | Aneta Lemiesz (Pacemakerin) | POL  | DNF           |
| Eglay Nafuna Nalyanya (Pacemakerin) | KEN                         | DNF  |               |

#### 5000 m
| Platz                          | Athletin                    | Land | Zeit (min)  |
| ------------------------------ | --------------------------- | ---- | ----------- |
| 1                              | Francine Niyonsaba          | BDI  | 14:25,34 NR |
| 2                              | Ejgayehu Taye               | ETH  | 14:25,63    |
| 3                              | Hellen Obiri                | KEN  | 14:26,23 SB |
| 4                              | Margaret Chelimo Kipkemboi  | KEN  | 14:27,12 PB |
| 5                              | Lilian Kasait Rengeruk      | KEN  | 14:30,32 PB |
| 6                              | Eva Cherono                 | KEN  | 14:30,77 PB |
| 7                              | Eilish McColgan             | GBR  | 14:31,26    |
| 8                              | Konstanze Klosterhalfen     | GER  | 14:35,88 SB |
| 9                              | Alicia Monson               | USA  | 14:42,56 PB |
| 10                             | Karoline Bjerkeli Grøvdal   | NOR  | 14:43,26 PB |
| 11                             | Beatrice Chebet             | KEN  | 14:47,31    |
| 12                             | Abersh Minsewo              | ETH  | 14:50,88 PB |
| 13                             | Bosena Mulate               | ETH  | 14:55,18    |
| 14                             | Daisy Cherotich             | KEN  | 14:56,46 PB |
| 15                             | Dominique Scott-Efurd       | RSA  | 15:01,66 SB |
|                                | Michelle Finn (Pacemakerin) | IRL  | DNF         |
| Kate van Buskirk (Pacemakerin) | CAN                         | DNF  |             |

#### 100 m Hürden
| Platz | Athletin            | Land | Zeit (s) |
| ----- | ------------------- | ---- | -------- |
| 1     | Nadine Visser       | NED  | 12,69    |
| 2     | Tobi Amusan         | NGR  | 12,69    |
| 3     | Megan Tapper        | JAM  | 12,77    |
| 4     | Cindy Sember        | GBR  | 12,79    |
| 5     | Gabriele Cunningham | USA  | 12,89    |
| 6     | Anne Zagré          | BEL  | 12,96    |
| 7     | Noor Vidts          | BEL  | 13,55    |
|       | Danielle Williams   | JAM  | DSQ      |

Wind: +0,7 m/s

#### Hochsprung
| Platz | Athletin              | Land | Weite (m) |
| ----- | --------------------- | ---- | --------- |
| 1     | Jaroslawa Mahutschich | UKR  | 2,02      |
| 2     | Marija Lassizkene     | ANA  | 2,00      |
| 3     | Nicola McDermott      | AUS  | 2,00      |
| 4     | Iryna Heraschtschenko | UKR  | 1,92      |
| 5     | Karyna Dsjamidsik     | BLR  | 1,92      |
| 6     | Eleanor Patterson     | AUS  | 1,92      |
| 6     | Nafissatou Thiam      | BEL  | 1,92 =SB  |
| 8     | Julija Lewtschenko    | UKR  | 1,88      |
| 9     | Alessia Trost         | ITA  | 1,80      |

#### Diskuswurf
| Platz | Athletin             | Land | Weite (m) |
| ----- | -------------------- | ---- | --------- |
| 1     | Yaimé Pérez          | CUB  | 66,47     |
| 2     | Valarie Allman       | USA  | 64,25     |
| 3     | Sandra Perković      | CRO  | 65,14     |
| 4     | Denia Caballero      | CUB  | 62,28     |
| 5     | Marija Tolj          | CRO  | 61,80     |
| 6     | Liliana Cá           | POR  | 61,66     |
| 7     | Kristin Pudenz       | GER  | 61,37     |
| 8     | Mélina Robert-Michon | FRA  | 58,62     |
| 9     | Claudine Vita        | GER  | 57,09     |
|       | Shadae Lawrence      | JAM  | NM        |